# Savitri (opera)

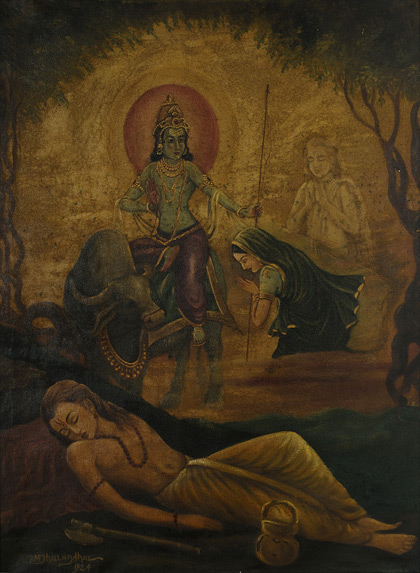
Savitri, Satyavan & Yama di M.V. Dhurandhar

Sāvitri è un'opera da camera in un atto con musica composta da Gustav Holst, Op. 25, su suo libretto.

## Storia
La storia è basata sull'episodio di Savitri e Satyavan del Mahābhārata, incluso anche in Specimens of Old Indian Poetry (Ralph Griffiths) e Idylls from the Sanskrit. L'opera presenta tre cantanti solisti, un coro femminile senza parole e un'orchestra da camera di 12 musicisti (composta da 2 flauti, un corno inglese, 2 quartetti d'archi e un contrabbasso). Holst aveva fatto almeno sei precedenti tentativi di comporre l'opera prima di arrivare a Sāvitri.

## Storia dell'esecuzione
L'opera fu rappresentata per la prima volta in un'esibizione amatoriale alla Wellington Hall, Londra, il 5 dicembre 1916. Holst aveva previsto che l'opera fosse eseguita "all'aperto, oppure in un piccolo edificio". La sua prima performance professionale, diretta da Arthur Bliss, fu messa in scena il 23 giugno 1921 al Lyric Theatre, Hammersmith con Dorothy Silk nel ruolo del titolo, Steuart Wilson come Satyavan e Clive Carey come Morte.

## Apprezzamento della critica
L'amico di Holst e collega compositore Ralph Vaughan Williams ha notato l'uso di Holst dello stile modale nell'opera. John Warrack ha commentato l'uso della bitonalità da parte di Holst all'apertura dell'opera, per rappresentare i regni distinti, ma sottilmente connessi di Sāvitri e Morte. Donald Mitchell, nei suoi commenti altamente critici sull'opera, ha notato l'influenza di Richard Wagner nello stile vocale, anche se Holst aveva nominalmente rinunciato alla scala epica delle opere di Wagner in termini di dimensioni delle forze musicali. Byron Adams ha descritto i personaggi dell'opera come più "archetipi" delle persone. Al contrario, Andrew Clements ha scritto molto bene su come l'opera combini la cultura "orientale" in un formato musicale "occidentale".

## Ruoli
| Ruolo    | Registro vocale | Data della prima 23 giugno 1921 (Direttore: Arthur Bliss) |
| -------- | --------------- | --------------------------------------------------------- |
| Satyavān | tenore          | Steuart Wilson                                            |
| Sāvitri  | soprano         | Dorothy Silk                                              |
| Morte    | basso           | Clive Carey                                               |

## Trama
Sāvitri, moglie del boscaiolo Satyavān, sente la voce della Morte che la chiama. È venuta a reclamare suo marito. Satyavān arriva e trova sua moglie in afflizione, ma assicura Sāvitri che le sue paure non sono che Māyā (illusione): "Tutto è irreale, tutto è Māyā". Anche così, all'arrivo della Morte, ogni forza lo abbandona e cade a terra. Sāvitri, ora sola e desolata, accoglie la Morte. Quest'ultima, mossa a compassione dal suo saluto, le offre in dono qualsiasi cosa, tranne che il ritorno di Satyavān. Sāvitri chiede la vita in tutta la sua pienezza. Dopo che la morte ha accolto la sua richiesta, lei informa Morte che la vita è impossibile senza Satyavān. La Morte, sconfitta, la lascia. Satyavān si risveglia. Anche "La Morte è Maya".

## Incisioni
- Decca: Dame Janet Baker, Robert Tear, Thomas Hemsley; Purcell Singers; English Chamber Orchestra; Imogen Holst, direttore
- Hyperion CDH55042 (Riedizione Helios): Felicity Palmer, Philip Langridge, Stephen Varcoe; The Richard Hickox Singers; City of London Sinfonia; Richard Hickox, direttore (1983)
- Phoenix PHCD 14: Jessica Miller, Simon O'Neill, Kyu Won Han; Manhattan School of Music Opera Theater; Manhattan Chamber Sinfonia; Glen Barton Cortese, direttore